# 查爾斯·索姆奈
查爾斯·索姆奈（英語：Charles Sumner，1811年1月6日—1874年3月11日），美国政治家，生于波士顿，麻塞諸塞州联邦参议员，激進共和黨人領袖，反对蓄奴制度，1856年因在参议院发表演讲反对奴隶制遭南卡罗莱纳州民主黨众议员普雷斯顿·斯密·布鲁克斯以拐杖殴打遭受重伤。该事件进一步加剧了美国南北对立。堪薩斯州索姆奈县以他的名字命名。